# Російський державний архів давніх актів
Російський державний архів давніх актів, РДАДА (рос. Российский государственный архив древних актов, РГАДА) — архівна установа Російської Федерації.

## Історія
Заснування даного архіву пов'язане з утворенням у радянській Росії у 1918 р. єдиного державного архіву, фонду, до якого були включені документи провідних архівних установ республіки. У 1925 одержав назву «Древлесховище Московського відділення Центрального історичного архіву РСФРР», 1931 р. реорганізований у Державний архів феодально-кріпосній епохи; з 1941 р. — Центральний державний архів давніх актів. Сучасна назва — з 1992 р..
В архіві зберігається близько 3,5 млн справ за період з XI ст. до 1917 р.. Це матеріали центр, і місцевих установ, документити держ. і громад, діячів, діячів науки і культури. Найдавніші: «Савина книга», давньослов'янський рукопис XI ст.; списки законодавчих пам'яток: «Руської Правди», Соборного уложення 1649 р. тощо.
В архіві є великий масив документів з історії України, в третій ч. XVII — поч. XX ст. У фондах Посольського, Малоросійського, Розрядного та ін. приказів зберігаються матеріали про приєднання України до Росії у 1654 р., їхні відносини у 2-й пол. XVII ст.: листування з Б. М. Хмельницьким, І. С. Самойловичем, П. Д. Дорошенком, І. С. Мазепою та іншими українськими гетьманами; статтейні списки російських посольств в Україні (1654 р. — 1701 р.); гетьманські статті: Переяславські 1659 р. і 1663 р., Московські 1665 р., Глухівські 1669 р., Конотопські 1672 р., 1674 р. і 1687 р. (див. про них окремі статті), матеріали про зовнішню політику гетьманів, відносини України з Польщею, Кримським ханством, Туреччиною, Швецією та ін. країнами. Джерела з історії України XVIII ст. зосереджено у фонді Сенату. Це — правові акти, якими визначався політичний, і економічний статус України в імперський системі Росії. Особливе місце належить Малоросійській експедиції Сенату, утвореній 1756 р. для управління Україною і Запорізькою Січчю. У цьому комплексі зберігається також частина архівів гетьманських установ, вивезених з Батурина і Глухова з політичних, міркувань: Малоросійської колегії, Канцелярії міністерського правління, Генеральної військової канцелярії і Генерального суду 1-ї чв. XVIII ст. — 1765 р.. Це — документи з історії економіки, торгівлі, фінансів, податкової системи, матеріали про укладання «Прав, за якими судиться малоросійський народ», про поступову заміну українського права на російське, ліквідацію українського судочинства тощо. У РДАДА зберігається величезний документальний масив з історії землеволодіння і землекористування у XVIII — поч. XX ст. (зокрема фонди межових контор, креслярень і палат Київської, Подільської, Чернігівської, Харківської та ін. укр. губерній, вивезені з України у 2-й пол. XIX ст.).